# Licorne (héraldique)
Pour les articles homonymes, voir Licorne (homonymie).

Armoiries du Canada, licorne en support

La licorne est une figure héraldique imaginaire féminine qui, selon la tradition, ressemble au cheval, a des sabots fourchus de cervidé, une barbiche sous la gueule et parfois une queue de lion. On la trouve surtout dans les ornements extérieurs de l'écu.

## Représentation
Elle est majoritairement représentée en support, parfois en meuble.
Toujours de profil elle peut prendre plusieurs positions:
- saillante : dans l'attitude ordinaire du lion rampant.
- en défense : la tête baissée, corne pointée vers l'avant.
- accroupie : les quatre pieds touchant terre.
- acculée : les antérieurs levés.
- couchée : cette position semble plus rare.
- sejant : assise.

## Histoire
Jusqu'au XIVe siècle, la licorne était quasiment absente des blasons. 
La licorne est devenue l’un des emblèmes les plus utilisés par les seigneurs et chevaliers à partir du XVIIe siècle, elle symbolisait leurs vertus car « sa noblesse d’esprit est telle qu’elle préfère mourir qu’être capturée vivante, en quoi la licorne et le vaillant chevalier sont identiques » et « cet animal est l’ennemi des venins et des choses impures ; il peut dénoter une pureté de vie et servir de symbole à ceux qui ont toujours fui les vices, qui sont le vrai poison de l’âme ». Bartolomio d'Alvano, capitaine au service des Orsini, tira parti de cette symbolique en faisant broder une licorne plongeant sa corne dans une source sur son étendard, avec la légende « Je chasse le poison ». 
Bien que les licornes héraldiques portent parfois un collier et des morceaux de chaines, qui peuvent être interprétés comme un signe de servitude, elles ne sont jamais représentées attachées, ce qui montre qu'elles ont rompu leur servitude et ne peuvent être prises à nouveau.
Avec le développement de l'imprimerie, la licorne devint l’animal le plus représenté sur les filigranes de papier, et le plus répandu après le phénix dans les marques et les enseignes d’imprimeurs, dans toute l’Europe. On suppose qu'elle symbolisait la pureté du papier et celle des intentions de l'imprimeur.

## Armoiries

Armoiries britanniques.

Armoiries de la présidence de la Lituanie.

La licorne est présente sur les armoiries de nombreux pays parmi lesquels on peut citer le Royaume-Uni.
Deux licornes soutiennent les armes écossaises, et dans les armoiries de Grande-Bretagne, le lion représente l’Angleterre et la licorne, l’Écosse. La présence combinée de ces deux créatures symbolise l’union impériale des deux couronnes.
Sur le même modèle, lion et licorne figurent également dans les armoiries du Canada. La licorne porte la bannière des armes de France, trois fleurs de lys d’or sur fond azur, semblable au blason royal de France qui ornait la croix plantée par Jacques Cartier à Gaspé. 
Les armes de la Vénérable Société des pharmaciens de Londres ont deux licornes d'or, bien qu'elles aient la queue de chevaux et non pas de lions.

Armoiries de Saint-Lô

Armoiries de la ville d'Amiens

Un autre pays qui a la licorne comme support de ses armoiries est la Lituanie, où elle figure avec le griffon. Seulement les versions utilisées par le président et le gouvernement ont les supports.
En France, on trouve la licorne dans les armoiries de la ville normande de Saint-Lô, de la ville alsacienne de Saverne et en support extérieurs des armes de la ville d'Amiens. 
L’usage orthodoxe veut que la corne de la licorne soit tricolore de sable, d’argent et de gueules, c’est-à-dire noir, blanc et rouge, en hommage au nigredo-albedo-rubedo des alchimistes dont les 3 couleurs représentent le Grand Œuvre.
En Suisse, la licorne figure sur les armoiries de la commune de Wattwil dans le canton de Saint-Gall.

## Culture
Lewis Carroll cite une comptine anglaise, dans De l'autre côté du miroir, où il rappelle l’origine de ces supports d’armes :
| The Lion and the Unicorn were fighting for the crown: The lion beat the unicorn all around the town | Le lion et la licorne se disputaient la couronne Le lion battit la licorne tout autour de la ville | Pour la couronne d’or et pour la royauté, Le fier Lion livrait combat à la Licorne. Elle fuit devant lui à travers la cité, Sans jamais, toutefois, en dépasser les bornes. |
| Version originale                                                                                   | Traduction littérale                                                                               | Traduction de Jacques Papy |